# Väike-Maarja (gemeente)
Väike-Maarja (Estisch: Väike-Maarja vald) is een gemeente in de Estische provincie Lääne-Virumaa. De gemeente telde 5.653 inwoners op 1 januari 2023 en heeft een oppervlakte van 682,46 vierkante kilometer. De hoofdplaats is Väike-Maarja.
De gemeente is het resultaat van een aantal samenvoegingen. In 2005 ging de gemeente Avanduse op in Väike-Maarja, in 2017 volgde de gemeente Rakke. Die gemeente vocht de beslissing aan bij het Estische Hooggerechtshof (Riigikohus), maar kreeg geen gelijk.
De spoorlijn Tapa - Tartu loopt door de gemeente. Kiltsi en Rakke hebben een station aan de lijn.

## Indeling
De gemeente omvat vier grotere plaatsen (vlekken, Estisch: alevik) en 64 dorpen (Estisch: küla):
- Vlekken: Kiltsi, Rakke, Simuna en Väike-Maarja
- Dorpen: Aavere, Aburi, Äntu, Ao, Ärina, Avanduse, Avispea, Ebavere, Edru, Eipri, Emumäe, Hirla, Imukvere, Jäätma, Kaavere, Kadiküla, Kamariku, Kännuküla, Kärsa, Käru, Kellamäe, Kitsemetsa, Koila, Koluvere, Koonu, Kõpsta, Kurtna, Lahu, Lammasküla, Lasinurme, Liigvalla, Liivaküla, Määri, Mäiste, Mõisamaa, Müüriku, Nadalama, Nõmme, Nõmmküla, Olju, Orguse, Padaküla, Pandivere, Piibe, Pikevere, Pudivere, Raeküla, Raigu, Rastla, Räitsvere, Salla, Sandimetsa, Sootaguse, Suure-Rakke, Tammiku, Triigi, Uuemõisa, Väike-Rakke, Väike-Tammiku, Vao, Varangu, Villakvere, Võivere en Vorsti.

Op het landgoed van Piibe werd in 1792 de latere natuurwetenschapper Karl Ernst von Baer geboren. Het dorpje Pudivere was in 1865 de geboorteplaats van Eduard Vilde, een van de voornaamste Estische schrijvers van zijn tijd. Aartsbisschop Kuno Pajula werd geboren in Käru.
- International Standard Name Identifier: 0000 0004 0394 6475

Stadsgemeente: Rakvere

Landgemeenten: Haljala · Kadrina · Rakvere vald · Tapa · Väike-Maarja · Vinni · Viru-Nigula